# Ultraleichtfluggelände Altes Lager

i7
i11
i13
Das Ultraleichtfluggelände Altes Lager ist ein ehemaliger Militärflugplatz in Niedergörsdorf nahe Jüterbog in Brandenburg, der bis 1945 von der Luftwaffe und anschließend bis 1994 von den Luftstreitkräften der sowjetischen/russischen Truppen in Deutschland genutzt wurde. Es ist seit 2002 als Ultraleichtfluggelände zugelassen.

## Geschichte
Beim Schießplatz Jüterbog wurde in der Nähe des Alten Lagers im Ersten Weltkrieg ein Luftschiffhafen eingerichtet. Dazu wurden 1916 zwei Luftschiffhallen („Albrecht“ und „Baer“) einschließlich der notwendigen Infrastruktur, wie Kasernen und einer Wasserstofferzeugungsanlage, gebaut. Nach dem Ersten Weltkrieg musste gemäß den Bestimmungen des Versailler Vertrages die Nutzung aufgegeben werden. Eine Halle stürzte infolge unsachgemäßer Abrissarbeiten ein, wobei es Tote gab. Die andere wurde daraufhin von einem Fachbetrieb demontiert. Sie kam als Kriegsbeute an Japan und wurde in Kasumigaura wieder aufgebaut.
Nach der NS-Machtübernahme 1933 wurde bei der Aufrüstung der Wehrmacht an dieser Stelle unter der Tarnbezeichnung „Waldlager“ ein Fliegerhorst angelegt. Der Standort der zunächst noch geheimen Luftwaffe umfasste neben dem Flugplatz das Luftzeugamt 1/III, den Teil-Luftpark A Luftgau III, die Sanitäts-Lehr- und Versuchsabteilung der Luftwaffe und die Fliegertechnische Schule der Luftflotte 1. Erster Kommandeur der Schule war Kurt Student. Als die Fliegertechnische Schule 1940 nach Warschau verlegt wurde, zog die inzwischen in Berlin gegründete Höhere Fliegertechnische Schule ins Waldlager. Die Wartung von Flugzeugen wurde bis 1943 eingestellt. Die folgende Tabelle zeigt eine Auswahl fliegender aktiver Einheiten (ohne Schul- und Ergänzungsverbände) der Luftwaffe, die dort zwischen 1935 und 1945 stationiert waren.
| Von            | Bis          | Einheit                                             | Ausrüstung                                           |
| -------------- | ------------ | --------------------------------------------------- | ---------------------------------------------------- |
| November 1943  | Mai 1944     | I./JG 302 (I. Gruppe des Jagdgeschwaders 302)       | Messerschmitt Bf 109G                                |
| September 1944 | Oktober 1944 | Wekusta 51                                          | Junkers Ju 88D-1, Ju 188F-1, Messerschmitt Me 410A-3 |
| November 1944  | April 1945   | II./NJG 11 (II. Gruppe des Nachtjagdgeschwaders 11) | Focke-Wulf Fw 190A, Messerschmitt Bf 109G            |
| Dezember 1944  | April 1945   | Stab, III./JG 300                                   | Messerschmitt Bf 109G                                |
| März 1945      | April 1945   | I./LG 1                                             | Junkers Ju 88S/A                                     |

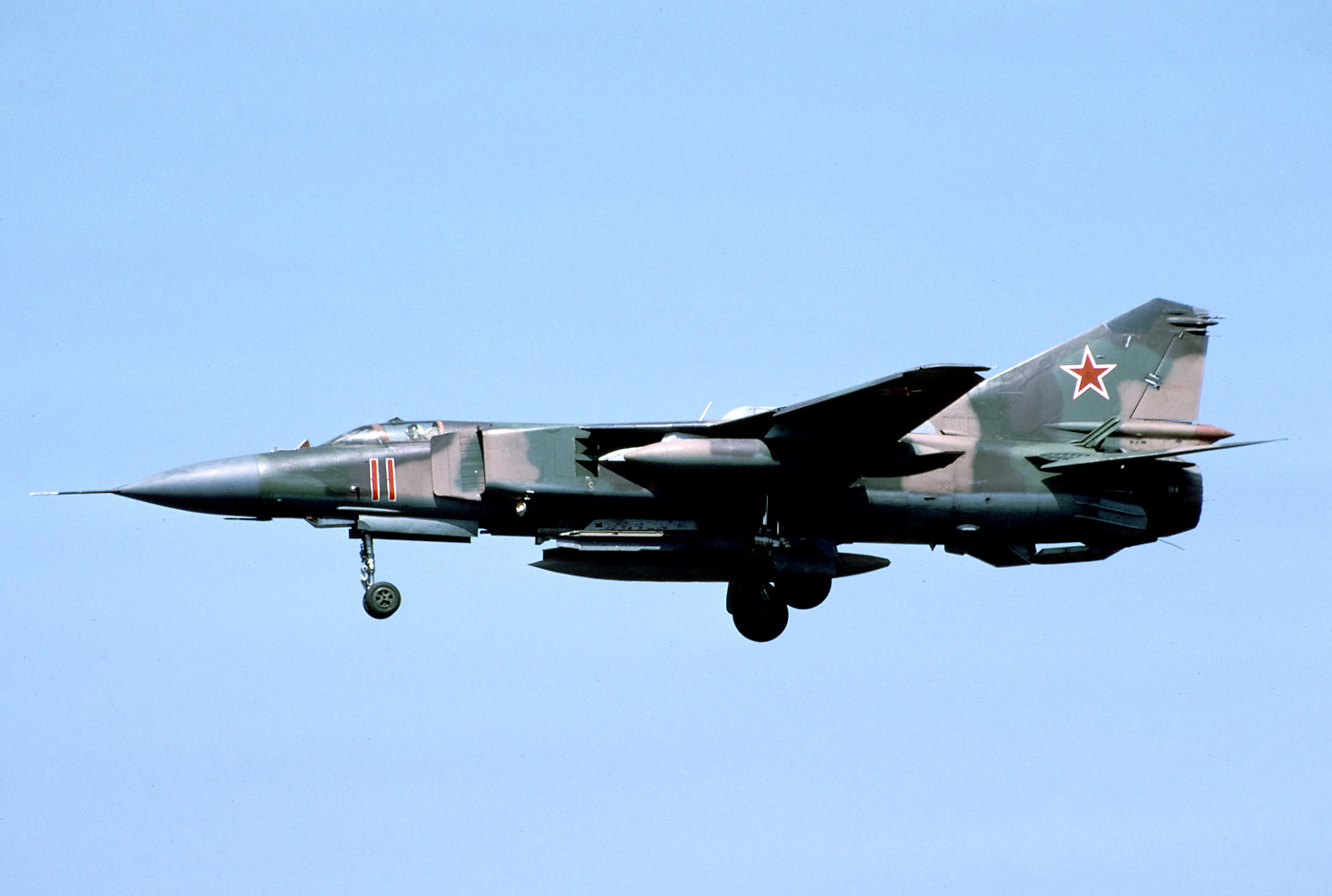
MiG-23MLD des 833. IAP bei der Landung in Jüterbog (1992)

Am 20. April 1945 besetzte im Zuge der Schlacht um Berlin die Rote Armee den Platz, nachdem sich die Belegschaft der Höheren Fliegertechnischen Schule als letzter deutscher Truppenteil zurückgezogen hatte, ohne jedoch die zur Sprengung vorbereiteten Gebäude zu zerstören. Die sowjetischen Luftstreitkräfte nutzten das Gelände anschließend noch knapp drei Wochen als Frontflugplatz. Nach Kriegsende waren in Jüterbog verschiedene sowjetische Einheiten stationiert, so das 196. Gardetransportfliegerregiment (1946–1947), der Stab der 4. Gardejagdflieger- und der 114. Gardeschlachtfliegerdivision (1947–1949 bzw. 1949–51), das 779. und 985. Bombenfliegerregiment (1951) sowie das 886. selbstständige Aufklärungsfliegerregiment (1952–1953).
Von 1953 bis 1994 wurde der Flugplatz als Standort des sowjetischen 833. Jagdfliegerregimentes (833. IAP) der 16. Luftarmee im Rahmen der sowjetischen/russischen Truppen betrieben und dabei kontinuierlich ausgebaut. Von 1966 bis Mitte der 1980er Jahre waren hier Kampfflugzeuge vom Typ MiG-21 stationiert. Ab 1984 wurden diese durch MiG-23 ergänzt. Ab 1966 nutzten verschiedene Hubschrauber- bzw. Kampfhubschraubereinheiten ebenfalls den Platz.

## Umwidmung in ein Ultraleichtfluggelände
Ab 1996 wurde das Fluggelände vom Drachenfliegerclub Berlin von der Brandenburgische Boden Gesellschaft für Grundstücksverwaltung und -verwertung angemietet und 1999 schließlich gekauft. Das Fluggelände wird seitdem hauptsächlich von Drachen- und Gleitschirmpiloten genutzt. Die Piste wurde von 1600 auf 1050 m gekürzt. Das Gelände wurde am 5. Dezember 2002 als Ultraleichtfluggelände genehmigt. Die Betriebsgenehmigung wurde am 17. Juli 2015 neu gefasst. Seitdem sind drei Start- und Landebahnen (10/28 „West“, 10/28 „Ost“ und 02/20) sowie fünf Seilauslegebahnen mit Längen zwischen 700 m und 1600 m zum Windenstart von Hängegleitern und Gleitsegeln zugelassen. Neben den drei Start- und Landebahnen existieren zwölf Landeflächen für Hängegleiter und Gleitsegel (Belag jeweils Gras). Die Genehmigung erstreckt sich auf folgende Luftsportgeräte und Startarten:

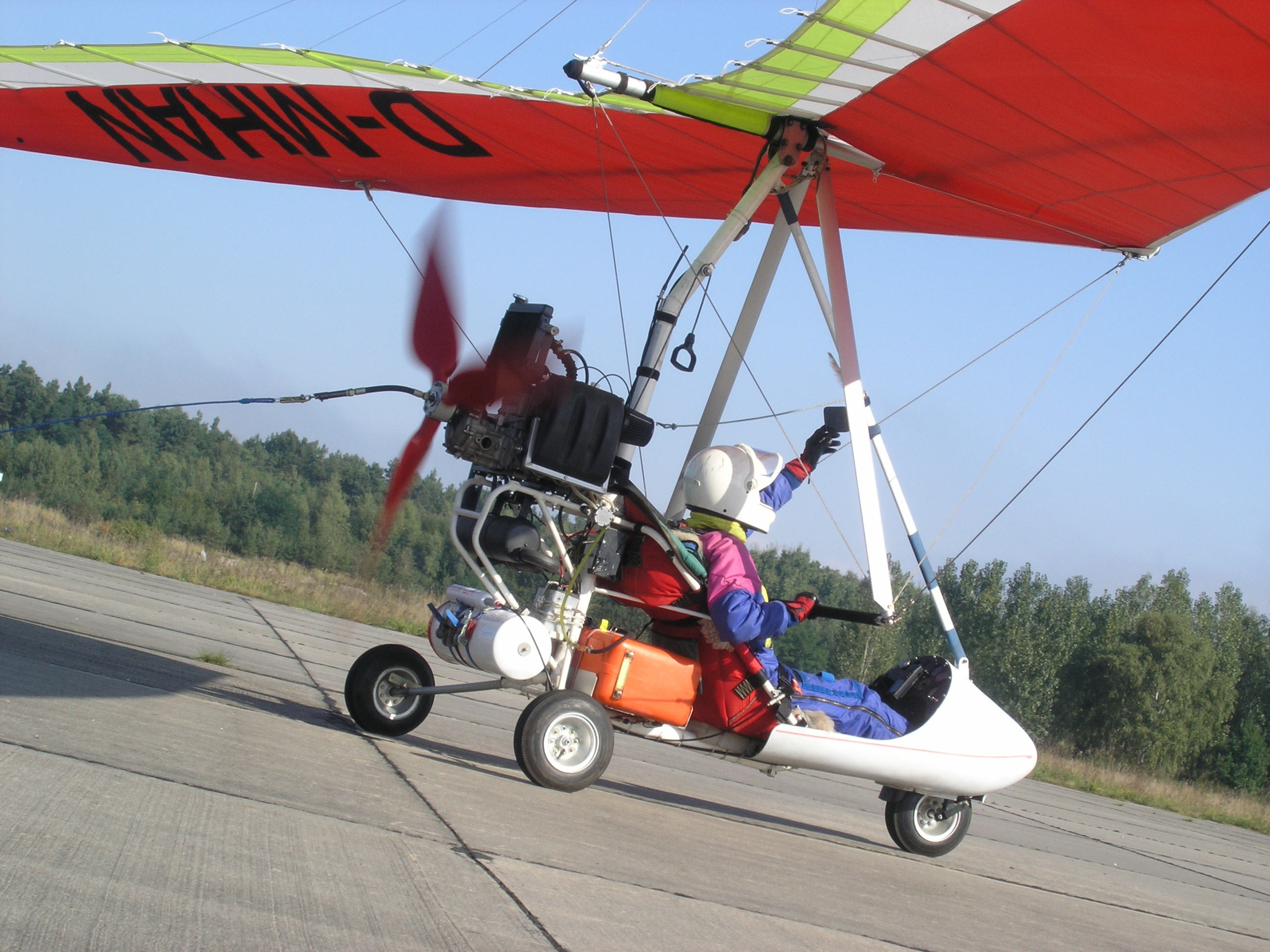

- Motorgetriebene, aerodynamisch gesteuerte Ultraleichtflugzeuge
- Schwerkraftgesteuerte Ultraleichtflugzeuge (Trike, Fußstart-Ultraleichtflugzeug, Motorschirm, Motorschirmtrike) in der Startart Eigenstart
- Ultraleichte Drehflügelflugzeuge (Tragschrauber)
- Ultraleichte Gleitflugzeuge (Ultraleicht-Motorsegler) in den Startarten Winden- und Ultraleichtflugzeugschlepp sowie Eigenstart
- Hängegleiter in den Startarten Winden- und Ultraleichtflugzeugschlepp sowie Eigenstart
- Gleitschirme in der Startart Windenschleppstart

Motorlose Hängegleiter (Drachen) und Gleitschirme starten überwiegend mit Hilfe von Schleppwinden, die die Piloten samt Fluggerät in mehrere hundert Meter Höhe ziehen können. In deutlich geringerem Umfang werden Hängegleiter auch durch dafür geeignete Ultraleichtflugzeuge in die Luft geschleppt. Dank der Größe des Platzes ist es möglich, bei jeder Windrichtung zu starten.
Neben dem Drachenfliegerclub ist auf dem Gelände auch eine Flugschule tätig, die Drachen- und Gleitschirmflieger ausbildet.
Als „Schleppzentrum Ost“ des Dachverbandes „Deutscher Hängegleiter- und Gleitschirmverband (DHV)“ spielt der Sonderlandeplatz Altes Lager eine herausragende Rolle, nicht zuletzt auch wegen der überdurchschnittlich guten Thermik, die Rekordflüge von mehreren hundert Kilometer Länge ermöglicht hat.
Pro Jahr finden weit mehr als 1000 Windenschlepps statt, Tendenz steigend.
Eine besondere Rolle spielt der Platz durch seine alljährlich stattfindenden Wettbewerbe im Flachland-Streckenfliegen für Hängegleiter und Gleitschirme, bei denen sich Pilotinnen und Piloten aus ganz Europa einfinden.